# Turdoides rubiginosa
El turdoide herrumbroso (Turdoides rubiginosa) es una especie de ave paseriforme de la familia Leiothrichidae propia de África. 

## Distribución y hábitat
Se encuentra en Etiopía, Kenia, Somalia, Sudán, Tanzania y Uganda. Su  hábitat  natural son la sabana seca y los matorrales secos tropicales. 